# La Caixa
La Caixa, conosciuta anche come Fondazione "La Caixa" (in spagnolo: Fundación "la Caixa"), è una fondazione bancaria senza scopo di lucro con sede in Catalogna. Originariamente una cassa di risparmio (caja), si è riorganizzata negli anni 2000 e 2010: le sue attività commerciali sono gestite dalla sua controllata CriteriaCaixa, che ha anche una proprietà parziale della vecchia attività bancaria di La Caixa, CaixaBank; queste vengono utilizzate per finanziare l'Obra Social di La Caixa: progetti sociali, culturali, scientifici e civici per il bene pubblico.
La sua sede ufficiale è a Palma di Maiorca. Al 30 settembre 2023, il patrimonio di CaixaBank ammontava a 611.398 milioni di euro, rendendola la seconda istituzione finanziaria spagnola per volume di attivi nel mondo, superata solo dal Banco Santander e la più importante in Spagna.
È quotata alla Borsa di Madrid (CABK) e fa parte dell'indice IBEX 35.

## Storia
La fondazione risale comunemente alla creazione nel 1990 della Caixa d'Estalvis i Pensions de Barcelona (in spagnolo: Caja de Ahorros y Pensiones de Barcelona, "La Caixa") come fusione della Caja de Ahorros y Monte de Piedad de Barcelona fondata nel 1844 e comunemente nota come Caja de Barcelona, con la Caja de Pensiones para la Vejez y de Ahorros de Cataluña y Baleares, fondata nel 1904 e comunemente conosciuta come "Caja de Pensiones" e successivamente "La Caixa".
Sin dalla sua creazione, ha utilizzato, così come tutte le sue filiali, lo stesso logo con la stella blu creato appositamente da Joan Miró e Josep Royo nel 1981.
Nel 1994, "la Caixa" ha rilevato il Banco de Europa S.A., di proprietà di Carlos Ferrer Salat.
Nel 1995, La Caixa apre i primi uffici di rappresentanza internazionale a Porto (Portogallo) e Bruxelles (Belgio). Nel novembre 2006, il consiglio di amministrazione di La Caixa ha approvato l'IPO del suo portafoglio di partecipate, attraverso la società Criteria CaixaCorp, che è entrata in vigore il 10 ottobre 2007. Nel 2007 la banca ha aperto un totale di 294 nuove filiali, chiudendo l'anno con un totale di 5.480 filiali, due delle quali situate all'estero, a Varsavia (Polonia) e Bucarest (Romania) e nel 2009 a Casablanca (Marocco). Nel 2008 uffici di rappresentanza sono aperti nel Regno Unito, Francia, Belgio, Italia, Germania e Cina.
Nel 2007, è stato deciso di cambiare il nome del Banco de Europa in MicroBank de "la Caixa", S.A., che sotto lo slogan "La banca sociale di "la Caixa"",  diventa un'entità complementare a "la Caixa" e si specializza nella concessione di microcrediti.

### Nascita di Criteria CaixaCorp
Nel 2007, il gruppo ha deciso di riorganizzare il proprio portafoglio di investimenti, creando una nuova filiale di "la Caixa" focalizzata sugli investimenti industriali, che si chiama Criteria CaixaCorp, S.A. Questa holding ha riunito le partecipazioni del gruppo in Gas Natural, Telefónica, Abertis e Agbar, nonché alcune società non quotate nel settore finanziario-assicurativo come CaiFor, Invercaixa Gestión, Caixa Renting, PortAventura World e le partecipazioni nel settore bancario internazionale.
Il 10 ottobre 2007, il 20% di Criteria CaixaCorp è stato quotato contemporaneamente alla Borsa di Madrid e alla Borsa di Barcellona con il simbolo "CRI", per un valore di 3.500 milioni di euro.
La holding di investimento ha continuato ad esercitare la sua funzione fino al 28 gennaio 2011, quando "la Caixa", volendo ristrutturare la struttura dell'intero gruppo, ha effettuato la separazione di MicroBank da "la Caixa", S.A. in Criteria CaixaCorp, S.A., conservandone l'archivio bancario e trasformandola in banca. Una volta completata questa trasformazione, si è deciso di cambiare il nome dell'entità in CaixaBank, S.A.
Nel gennaio 2008, La Caixa ha acquistato parte dell'attività di private banking di Morgan Stanley in Spagna per un importo di circa 600 milioni di euro e nel 2010 il gruppo ha acquisito Caixa Girona, una delle tre operazioni di integrazione delle casse di risparmio che non ha richiesto l'aiuto del FROB. Il 29 gennaio 2008, Criteria CaixaCorp è stata inclusa nell'IBEX 35. La Caixa ha anche acquisito il 14,91% del capitale della Bank of East Asia. Dal 2011, le attività bancarie di La Caixa sono state raggruppate nella sua controllata CaixaBank. 

### Separazione dell'attività
La ristrutturazione completa del gruppo "la Caixa", realizzata al fine di adeguarsi agli accordi di Basilea II e Basilea III e alle esigenze del governo spagnolo, è stata completata il 30 giugno 2011 con l'assemblea straordinaria de "la Caixa", proprietaria di CaixaBank, che ha ceduto l'intera attività di retail banking (capitale bancario, attività, depositi, prestiti, filiali e portafoglio clienti) presso CaixaBank. In questo modo, CaixaBank è arrivata a comprendere l'attività bancaria del gruppo, nonché l'attività assicurativa e riassicurativa come unico proprietario di VidaCaixa. Inoltre, ha mantenuto investimenti in banche internazionali (Erste Bank (Austria, 10%), Bank of East Asia (Hong Kong, 15%), BPI (Portogallo, 30%), Boursorama (Francia, 20%) e Inbursa (Messico, 20%) e partecipazioni in Telefónica e Repsol. Allo stesso modo, poiché l'ex MicroBank de "la Caixa", S.A., era scomparsa a favore di CaixaBank, la banca decise di creare una nuova entità specializzata nella microfinanza che avrebbe svolto le stesse funzioni che MicroBank aveva svolto fino alla sua scomparsa, che chiamò Nuevo MicroBank, S.A.U.
Il 1º luglio 2011, CaixaBank ha iniziato a fare trading.
Allo stesso tempo, il gruppo ha salvato il nome "Criteria" creando una nuova filiale di investimento, che è stata chiamata Criteria CaixaHolding S.A. Questa nuova società riceverebbe da CaixaBank tutte le partecipazioni in società industriali, in PortAventura World e nelle attività immobiliari di ServiHabitat, Inmobiliaria Colonial e Metrovacesa considerate attività "problematiche" dopo lo scoppio della bolla immobiliare in Spagna, con l'intenzione di mantenere CaixaBank pulita da queste attività.
Da quel momento in poi, "la Caixa" cessò di avere un'attività bancaria e tutti i suoi clienti furono trasferiti alla CaixaBank, lasciando alla cassa di risparmio l'unica attività di mantenimento del lavoro sociale. Ciononostante, la strategia di marca del gruppo ha deciso che le comunicazioni commerciali con i clienti al dettaglio e le filiali di CaixaBank avrebbero continuato a utilizzare il marchio "la Caixa" come pseudonimo, anche se non era più la cassa di risparmio a svolgere tali attività, lasciando il marchio "CaixaBank" solo per scopi istituzionali. "la Caixa" avrebbe l'81% di CaixaBank.
Il 7 ottobre 2017, a seguito del referendum sull'indipendenza della Catalogna tenutosi una settimana prima, La Caixa ha deciso di spostare la sua sede da Barcellona a Palma di Maiorca, nelle Isole Baleari. Anche CaixaBank, filiale del gruppo, ha trasferito la sede a Valencia, nella Comunità Valenciana.
L'obiettivo sociale de "la Caixa" è la raccolta di risparmi nelle modalità autorizzate, la realizzazione di opere benefiche a livello sociale e gli investimenti rispettosi dell'interesse generale. Grazie al suo statuto possiede la più grande fondazione d'Europa, che permette gli investimenti in opere di interesse generale come la ricerca, l'infanzia e la cultura. In quest'ambito la fondazione gestisce il centro culturale CaixaForum Barcelona, che ha sede nell'antica Fàbrica Casaramona.

## Criteria CaixaCorp
Criteria CaixaCorp, S.A. è una holding che gestisce gli investimenti finanziari de La Caixa e ha un portafoglio di partecipazioni industriali in società nei settori delle infrastrutture, dell'energia e delle comunicazioni:
- Gas Natural (35,53%) - energia
- Repsol (12,64%) - energia
- Telefónica (5,48%) - telecomunicazioni
- Abertis (20,97%) - infrastrutture
- Grupo Agbar (23,51%) - acqua
- PortAventura World (97,1%) - divertimento fino al 2009
- Hotel Caribe Resort (60%) - divertimento
- Holret (100%) - divertimento
- Boursorama (20,45%) - commercio elettronico
- BPI (25%) - banca portoghese